# Từ Tân Vinh
Từ Tân Vinh (tiếng Trung giản thể: 徐新荣, bính âm Hán ngữ: Xú Xīn Róng, sinh tháng 4 năm 1962, người Hán) là chính trị gia nước Cộng hòa Nhân dân Trung Hoa. Ông là Ủy viên dự khuyết Ủy ban Trung ương Đảng Cộng sản Trung Quốc khóa XIX, hiện là Bí thư Đảng tổ, Chủ tịch Chính Hiệp Thiểm Tây. Ông từng là Thường vụ Tỉnh ủy, Bộ trưởng Bộ Thống Chiến Tỉnh ủy Thiểm Tây, Bí thư Thị ủy Diên An.
Từ Tân Vinh là đảng viên Đảng Cộng sản Trung Quốc, học vị Cử nhân Nông nghiệp, Cử nhân Kinh tế, Thạc sĩ EMBA. Ông có sự nghiệp toàn bộ đều ở tỉnh Thiểm Tây, tham gia công tác ở nhiều vùng địa phương của khu vực này.

## Xuất thân và giáo dục
Từ Tân Vinh sinh tháng 4 năm 1962 tại huyện Càn, thuộc địa cấp thị Hàm Dương, tỉnh Thiểm Tây, Cộng hòa Nhân dân Trung Hoa. Ông lớn lên và tốt nghiệp cao trung ở huyện Càn, tới huyện Kính Dương cũng trong Hàm Dương để học Trường Nông nghiệp Nghi Chỉ (仪祉农校, nay là Học viện Kỹ thuật và Chức nghiệp Hàm Dương) từ tháng 9 năm 1980 và tốt nghiệp cử nhân nông nghiệp vào tháng 7 năm 1983. Tháng 7 năm 1997, ông tham gia khóa học ngành kinh tế học tại Học viện Kinh tế của Đại học Sư phạm Thiểm Tây, tốt nghiệp sau đó tròn 2 năm. Từ tháng 9 năm 2009, ông tham gia chương trình sau đại học tại Học viện Quang Hoa của Đại học Bắc Kinh, nhận bằng Thạc sĩ Quản lý công thương cho nhà quản lý cấp cao (EMBA) vào tháng 1 năm 2012. Từ Tân Vinh được kết nạp Đảng Cộng sản Trung Quốc vào tháng 6 năm 1984, ông từng tham gia khóa học chuyên tu chính trị từ tháng 9 năm 1986 đến tháng 7 năm 1988 tại Trường Đoàn Thanh niên tỉnh Thiểm Tây; ba khóa học bao gồm khóa quản lý kinh tế từ tháng 9 năm 1994 đến tháng 12 năm 1996, khóa bồi dưỡng cán bộ trung, thanh niên giai đoạn tháng 3–7 năm 2006, khóa giáo dục từ xa về quản lý kinh tế từ tháng 9 năm 2005 đến tháng 7 năm 2008, và ba khóa này đều tại Trường Đảng Trung ương Đảng Cộng sản Trung Quốc.

## Sự nghiệp
Tháng 8 năm 1983, sau khi hoàn thành khóa học ở trường Nghi Chỉ, Từ Tân Vinh được nhận về hương Nam Thị, huyện Hưng Bình của Thiểm Tây làm cán bộ Đoàn Thanh niên Cộng sản Trung Quốc ở Hưng Bình. Sau đó 1 năm, ông được chuyển lên làm cán bộ đoàn của Hàm Dương, vị trí Trưởng Ban Nông thôn thanh niên. Ở đây gần 6 năm, ông được chuyển sang Thị ủy Hàm Dương công tác ở Bộ Tổ chức Thị ủy với cấp bậc chủ nhiệm khoa viên, khoa trưởng. Đến tháng 1 năm 1995, ông được điều về quận Tần Đô của Hàm Dương, chỉ định vào Ban Thường vụ Quận ủy, giữ chức Bộ trưởng Bộ Tổ chức Quận ủy Tần Đô, rồi thăng chức Phó Bí thư Quận ủy, Quận trưởng Tần Đô từ tháng 11 năm 1997. Từ tháng 6 năm 2000, ông là Bí thư Quận ủy Tần Đô, sau đó vào Ban Thường vụ Thị ủy Hàm Dương từ tháng 7 năm 2002 và được bổ nhiệm làm Phó Bí thư Thị ủy Hàm Dương từ tháng 3 năm 2004. Tháng 11 năm 2006, Từ Tân Vinh được điều tới địa cấp thị Vị Nam, nhậm chức Phó Bí thư Thị ủy Vị Nam, rồi Bí thư Đảng tổ, Thị trưởng Chính phủ Nhân dân Vị Nam từ đầu năm 2008. Sau 1 nhiệm kỳ, tháng 2 năm 2013, ông giữ vị trí Bí thư Thị ủy Vị Nam, Chủ nhiệm Ủy ban Thường vụ của địa cấp thị này từ 2014.
Tháng 6 năm 2015, Từ Tân Vinh được bầu vào Ban Thường vụ Tỉnh ủy Thiểm Tây, được điều tới địa cấp thị Diên An làm Bí thư Thị ủy, đồng thời lãnh đạo địa phương này giai đoạn 2015–21. Tháng 10 năm 2017, ông tham gia Đại hội Đảng Cộng sản Trung Quốc lần thứ XIX, được bầu làm Ủy viên dự khuyết Ủy ban Trung ương Đảng Cộng sản Trung Quốc khóa XIX. Tháng 1 năm 2021, ông được bổ nhiệm làm Bộ trưởng Bộ Thống Chiến Tỉnh ủy Thiểm Tây, Phó Bí thư Đảng tổ Chính Hiệp tỉnh, sau đó ngày 20 tháng 1 năm 2022, ông được bầu làm Chủ tịch Ủy ban Thiểm Tây Hội nghị Hiệp thương Chính trị Nhân dân Trung Quốc. Cuối năm này, ông tham gia Đại hội Đảng Cộng sản Trung Quốc lần thứ XX từ đoàn đại biểu Thiểm Tây.